# Дональдсон, Стюарт
Сэр Стюарт Александр Дональдсон (англ. Stuart Alexander Donaldson, 16 декабря 1812, Лондон, Мидлсекс, Англия, Британская империя — 11 января 1867, Карлетон-Холл, Пенрит, Камбрия, Англия, Британская империя) — австралийский политик английского происхождения, первый премьер-министр Нового Южного Уэльса. Брат Джона Уильяма Дональдсона, английского учёного-медика.
Стюарт был успешным бизнесменом, во времена расцвета его компания была самой богатой на континенте. В политике он придерживался консервативных взглядов. Из-за этого он потерпел неудачу: столкнувшись с упорным сопротивлением либерально настроенного большинства парламента, Стюарт продержался на своём посту лишь чуть больше двух месяцев. После отставки он вернулся в Англию, где был посвящён в рыцари-бакалавры. После сменил взгляды и пытался стать членом парламента империи, но безуспешно.

## Ранние годы
Стюарт Александр Дональдсон родился 16 декабря 1812 года в Лондоне, столице Британской империи в семье Стюарта Дональдсона и его жены Бетси, урождённой Кёндалл. Отец будущего премьер-министра был предпринимателем и имел свои интересы в колониях на австралийском континенте. В частности, он выпускал книги о скотоводстве и культивировании на территории пяти колоний и давал ссуды сиднейским торговцам. Старшим братом Стюарта младшего был Джон Уильям Дональдсон, учёный, доктор медицинских наук.
Стюарт получил образование в частной школе. Обучение искусству торговли происходило быстро и просто, благодаря чему уже в пятнадцать лет он стал участником отцовского бизнеса. В награду за успехи отец поощрял его путешествиями по странам Европы. Он побывал, в частности, в главных городах Пруссии. Коллеги Стюарта старшего предлагали отправить молодое дарование в австралийские колонии, чтобы он руководил бизнесом на пятом континенте. Отец же вместо этого в 1832 году отправил сына продолжать обучение бизнесу на серебряных рудниках в Мексике. Там Стюарт поучаствовал в войне за независимость Мексики, сражаясь в битве при Гуанахуато. Он вернулся в Англию в 1834, но пробыл там недолго. В этом же году он направился в Австралию.

## На пятом континенте

### Бизнес
Прибыв в Новый Южный Уэльс 5 мая 1835 года, Стюарт присоединился к сиднейскому партнёру своего отца, Уильяму Джонсу и стал членом правления в торговой фирме «Дональдсон, Джонс и Ламберт». 3 года спустя Дональдсон стал соучредителем джентльменского Австралийского клуба: в данном клубе он был с самого основания попечителем и секретарём, а с 1856 года до самой смерти — вице-президентом.
Бизнес интересы Стюарта не ограничивались только Сиднеем и Новым Южным Уэльсом. В 1839 году он направил Джеймса Грэма (будущего члена законодательного совета Виктории) в качестве своего бизнес-агента в Мельбурн. Там, благодаря его усилиям, Стюарт стал попечителем ассоциации Порт-Филлип. После этого Дональдсон направился в район «Новая Англия». Он приобрёл значительный скотоводческий бизнес в Тентерфилде и Клифтоне, где имел 34 000 овец. В целом его владения насчитывали 101 174 га.
В 1841 году Стюарт отправился в Англию, оставив фирму на попечении своего коллеги. Но он не смог противостоять депрессии начала десятилетия. Когда в 1844 году Дональдсон вернулся в Австралию, его фирма была почти банкротом. Тогда же начались неприятности и в Новой Зеландии. Но Стюарт смог их достаточно быстро ликвидировать и отдать долги. В 1851 году он вышел в плюс, заработав более 30 тысяч фунтов сверху, для чего занялся другим бизнесом — основал твидовую фабрику недалеко от Ньюкасла и вошёл в правление Сберегательного банка Нового Южного Уэльса. Как и многие бизнесмены тогда, Стюарт присоединился к золотоискателям и заработал огромное состояние на начавшейся в Виктории золотой лихорадке.
В 1850 году Стюарт стал одним из сооснователей Сиднейского университета.

### Политическая жизнь
Ещё в 1839 Дональдсон был назначен верховным судьёй (магистратом) в колонии. А в 1848 году Стюарт решил основательно заняться политикой и стал членом совета колонии. В 1854 году он получил должность вице-президента законодательного совета Нового Южного Уэльса. В 1856 году Дональдсон стал членом законодательной ассамблеи. Он избрался от округа Sydney Hamlets вместе с Дэниэлом Купером. Было сформировано первое министерство, ответственное перед парламентом — Стюарт стал первым премьер-министром и колониальным секретарём, а Купер был назначен им первым спикером законодательной ассамблеи. Тогда же новый глава правительства закончил со своей бизнес-карьерой, решив посвятить всего политике.
По политическим взглядам Стюарт был консерватором. Парламент колонии в то время делился на консерваторов и либералов, причём вторых было больше. Они сплотились вокруг Чарльза Коупера, требуя передать пост ему. 21 августа Стюарт окончательно лишился поддержки, а 26 августа ушёл в отставку со своего поста, произнеся речь, которая была опубликовано в главной газете города The Sydney Morning Herald. Его место занял Коупер.
В новом правительстве он получил должность министра финансов, однако покинул его в следующем году, оставив политическую карьеру в колонии. Он был назначен на должность комиссара железных дорог, однако пробыл им лишь два года, после чего покинул город, направившись обратно в Англию.

## Возвращение в Англию и смерть
23 августа 1860 года Стюарт Дональдсон был посвящён королевой Викторией в рыцари-бакалавры. С тех пор он дважды возвращался в Австралию, однако так и ни разу не попытался занять политическую должность. Последующие 7 лет он был директором различных компаний. Помимо этого он тщетно пытался, пересмотрев свои взгляды, войти в состав парламента империи от трёх разных округов.
Он умер 11 января 1867 года в пригороде Пенрита Карлетон-Холл, в графстве Камбрия.

## Личность
Дональдсон человеком был горячим и вспыльчивым. Однажды он даже вступил в кулачный бой со своим политическим оппонентом Джеймсом Митчелом. С политической точки зрения историк Дэвид Клун называет его человеком не своей эпохи и «лицом колониального консерватизма». Он был сторонником консерватизма, но оказался правителем во время, когда преобладали настроения либерального характера, и не смог к ним адаптироваться.
Генри Паркс писал, что из-за политики Дональдсона, либеральное большинство не доверяло ему с самого начала, но до публичного осуждения дело так и не дошло, ибо он ушёл с поста сам.

## Семья
Стюарт Дональдсон был женат дважды — на Марии Лайчестер, 1841 года рождения, с которой имел одного ребёнка, сына, которого назвали Лестером Стюартом. А в 1854 году он совершил визит в Англию в 1854 году, где женился на Амелии Купер, дочери Фредерика Генри Купера, после чего вернулся с ней обратно в Сидней. С ней имел 8 детей:
- Джей Дональдсон;
- Стюарт Александр Дональдсон;
- Сэр Хэй Фредерик Дональдсон[англ.], кавалер ордена Бани;
- Эми Джейн Стюарт Дональдсон;
- Мэри Этель Дональдсон;
- Сент-Клэр Дональдсон[англ.], англиканский монах и священнослужитель, первый священнослужитель Брисбенской церкви;
- Сэтон Джон Лэинг Дональдсон;
- Джордж Дональдсон.

### Комментарии
1. ↑  По данным всех источников после 50-х годов XX века. Более ранние источники называют другие даты — 10 декабря в национальном биографическом конца XIX века[1] (в более поздней его редакции также 16 декабря[2]), 26 декабря в Dictionary of Australasian Biography 1892 года[3] и просто декабрь, без конкретной даты в Dictionary of Australian Biography 1949 года[4].
2. ↑  После объединения страны в 1901 году и появления должности премьер-министра Австралии из названия должности руководителя парламента Нового Южного Уэльса (как и в других штатах) исчезло слово «министр», и она стала называться «премьер Нового Южного Уэльса» (англ. Premier of New South Wales)[5].